# Vertici inter-coreani
I vertici inter-coreani sono incontri tra i capi di stato della Corea del Nord e del Sud. Ad oggi, ci sono stati finora sei incontri di questo tipo (nel 2000, 2007, aprile 2018, maggio 2018, settembre 2018 e nel 2019), tre di questi si sono tenuti a Pyongyang, due a Panmunjom e uno a Seul. L'importanza di questi vertici risiede nella mancanza di una comunicazione formale tra Corea del Nord e Corea del Sud, che rende difficile la discussione di questioni politiche ed economiche. Gli ordini del giorno dei vertici hanno incluso argomenti come la fine della guerra del 1950-53 (attualmente c'è un armistizio in vigore), il massiccio dispiegamento di truppe nella ZDC (circa due milioni in totale), lo sviluppo di armi nucleari da parte della Corea del Nord e questioni relative ai diritti umani.

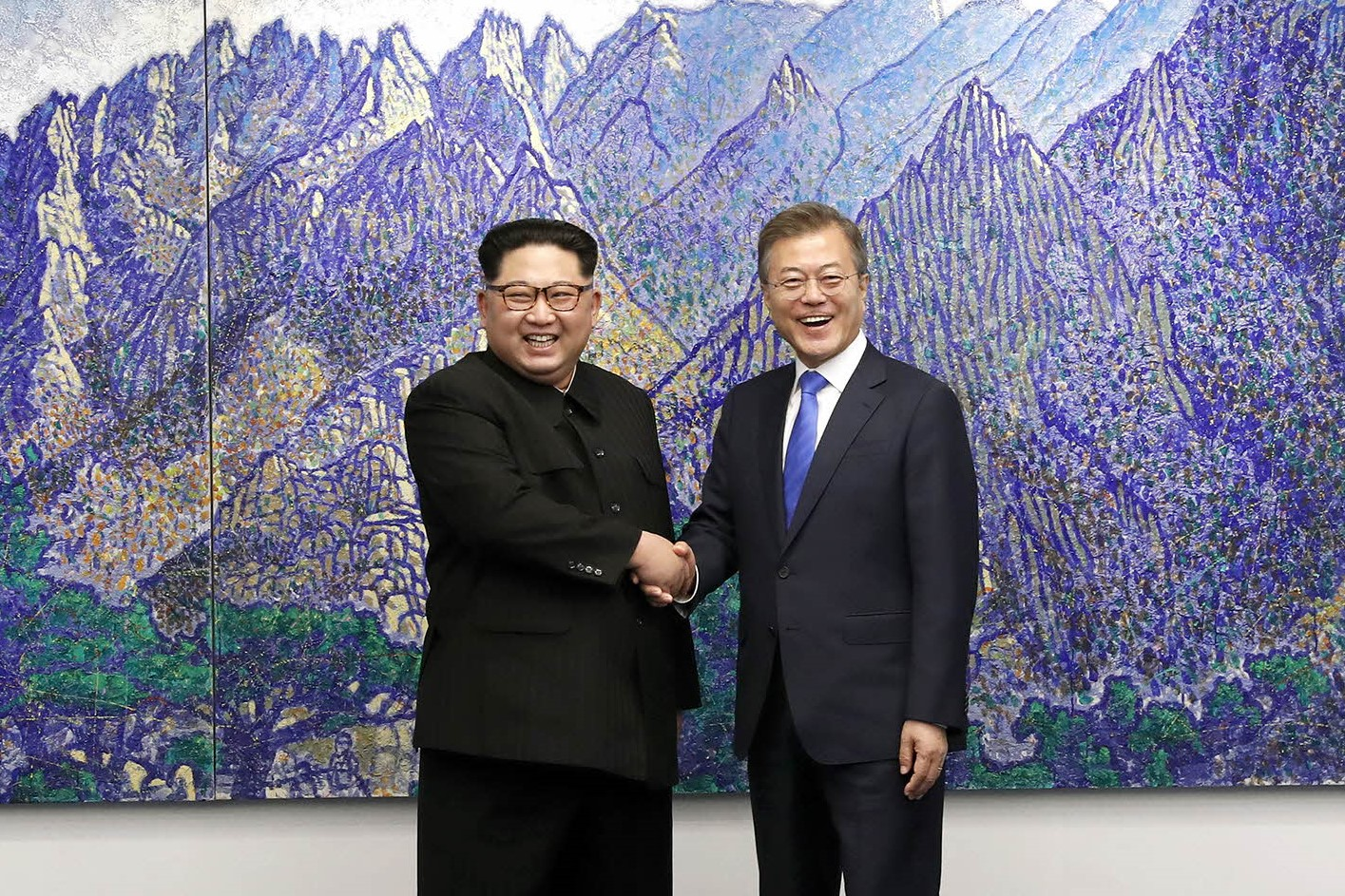
Kim Jong-un e Moon Jae si stringono le mani

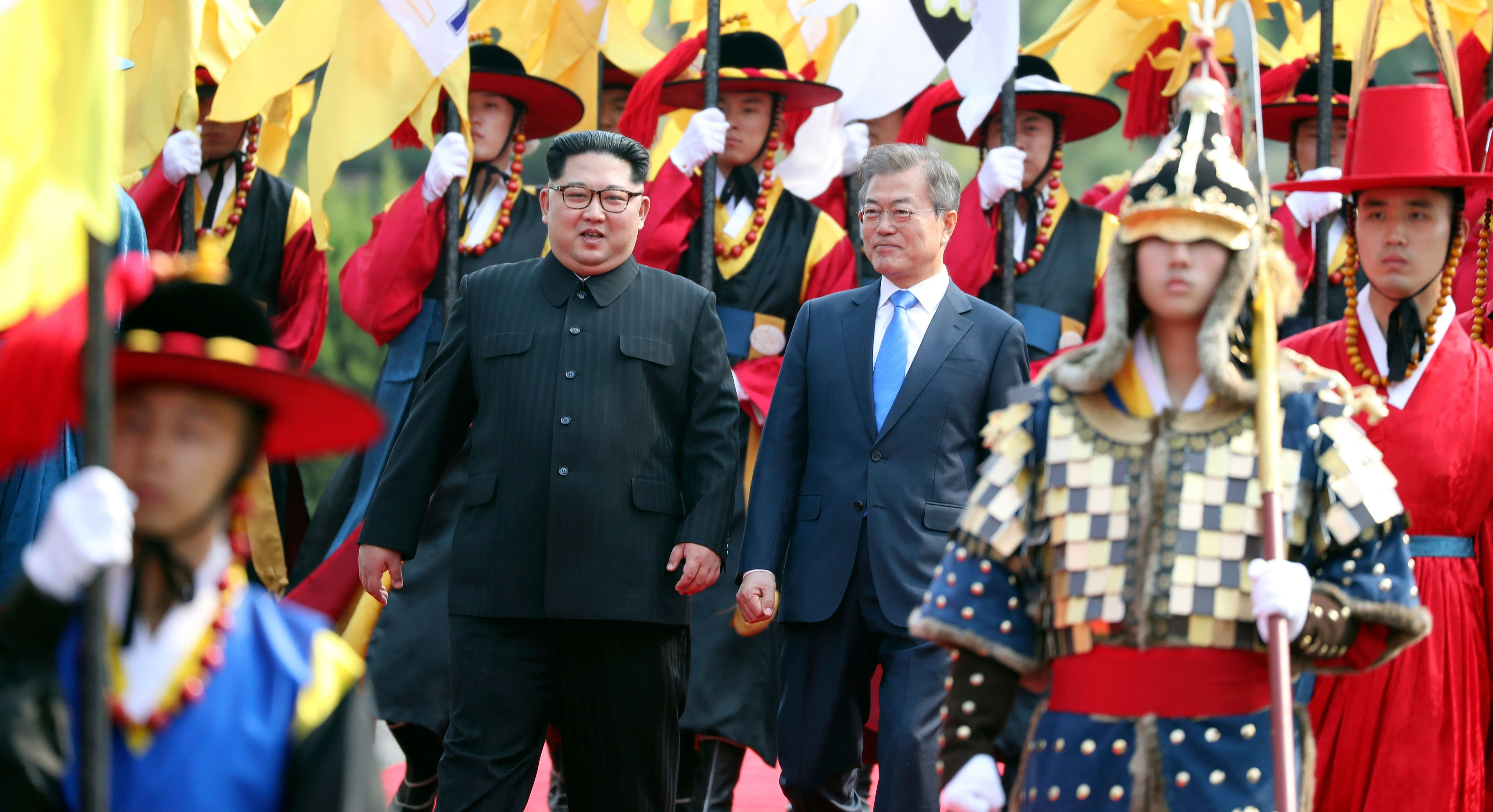
Revisione della guardia d'onore tradizionale militare sudcoreana

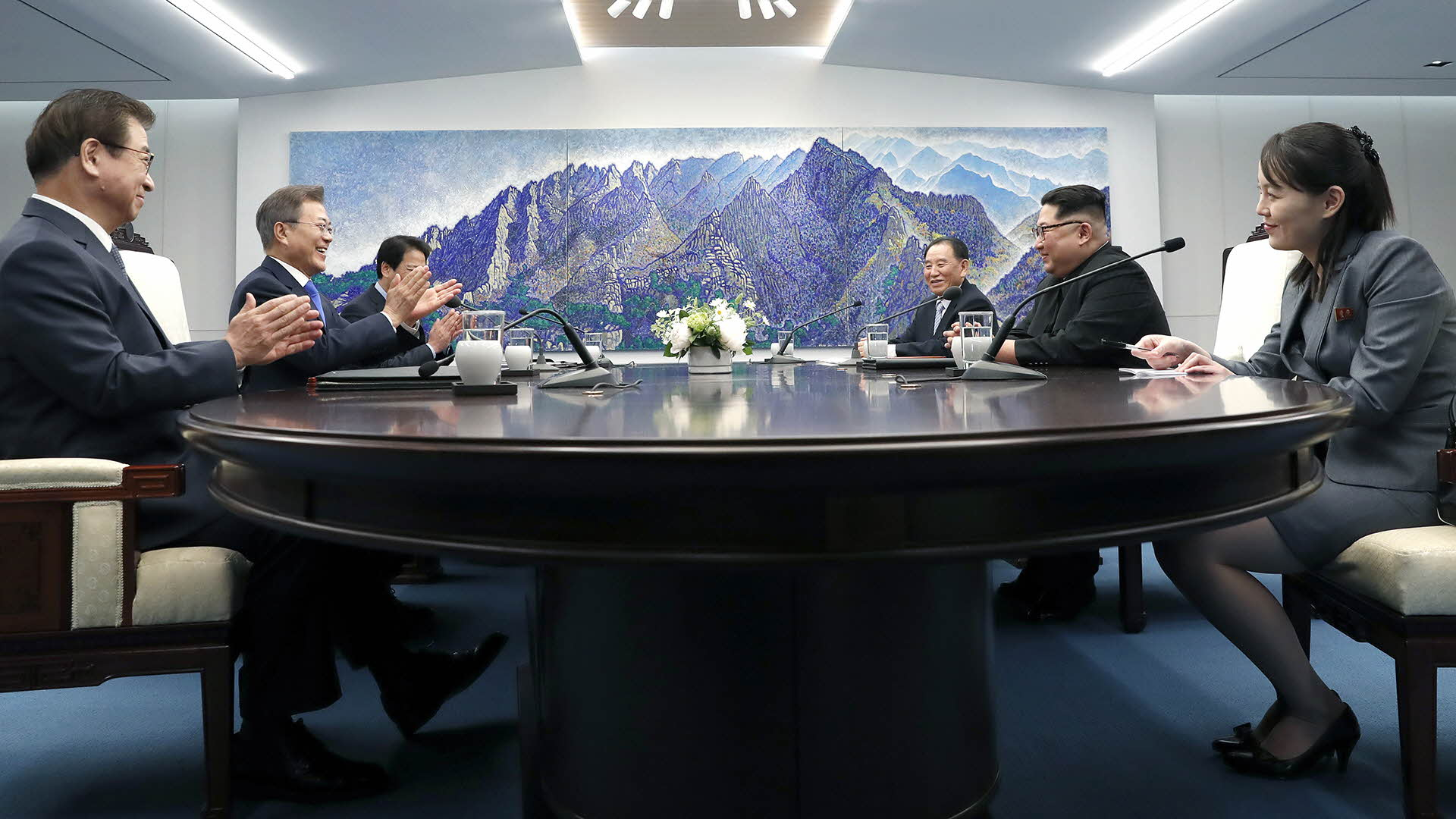
Conversazione nella Casa della pace

## Vertice del 2000
Nel 2000, i rappresentanti dei due governi si incontrarono per la prima volta dalla divisione della penisola coreana. Kim Dae-jung, il presidente della Corea del Sud, arrivato all'aeroporto internazionale Pyongyang Sunan, incontrò Kim Jong-il, leader supremo della Corea del Nord.
- Partecipanti: Kim Dae-jung, presidente della Corea del Sud, e Kim Jong-il, capo supremo della Corea del Nord
- Luogo dell'incontro: Pyongyang, Corea del Nord
- Data dell'incontro: 13 - 15 giugno 2000
- Risultati dei colloqui: Dichiarazione congiunta Nord-Sud del 15 giugno

## Vertice del 2007
Nel giugno 2007 venne adottata una dichiarazione sul vertice che comprendeva la realizzazione della dichiarazione congiunta del 15 giugno, la promozione di un vertice a tre o quattro parti per risolvere la questione nucleare nella penisola coreana e il progetto di una cooperazione economica coreana.
- Partecipanti: Roh Moo-hyun, Presidente della Corea del Sud e Kim Jong-il, Leader supremo della Corea del Nord
- Luogo dell'incontro: Pyongyang, Corea del Nord
- Data dell'incontro: 2 - 4 ottobre 2007
- Risultati dei colloqui: Dichiarazione di pace e prosperità

## Vertice di aprile 2018
Un vertice si è tenuto il 27 aprile 2018 nella parte sudcoreana della Joint Security Area. Fu il terzo vertice tra Corea del Sud e Corea del Nord, concordato dal presidente della Corea del Sud, Moon Jae-in, e il Leader supremo della Corea del Nord, Kim Jong-un.
- Partecipanti: Moon Jae-in, presidente della Corea del Sud e Kim Jong-un, Leader supremo della Corea del Nord
- Luogo di incontro: Area di sicurezza congiunta, Corea del Sud
- Data dell'incontro: 27 aprile 2018[6]
- Risultati dei colloqui: Dichiarazione di Panmunjom

## Vertice di maggio 2018
Il 26 maggio 2018, Kim e Moon si incontrarono di nuovo nell'Area di sicurezza congiunta. L'incontro richiese due ore e, a differenza di altri vertici, non venne annunciato pubblicamente in anticipo.

## Vertice di settembre 2018
Il 13 agosto, la Casa Blu annunciò che il presidente della Corea del Sud avrebbe partecipato al terzo vertice inter-coreano con il Leader Kim Jong-un a Pyongyang dal 18 al 20 settembre. L'obiettivo del vertice sarebbe stata la strategia della svolta nei colloqui ostacolati con gli Stati Uniti e la soluzione della denuclearizzazione nella penisola coreana.
- Partecipanti: Moon Jae-in, presidente della Corea del Sud e Kim Jong-un, capo supremo della Corea del Nord
- Luogo dell'incontro: Pyongyang, Corea del Nord
- Date dell'incontro: 18 settembre - 20 settembre 2018
- Risultati dei colloqui: Dichiarazione congiunta di Pyongyang del settembre 2018

## Vertice del 2019
Il vertice inter-coreano del 2019 è stato un vertice inter-coreano tenuto nella capitale della Corea del Sud, Seul.